# Wynne Gibson
Winifred (Wynne) Gibson (New York, 3 juli 1903 – Laguna Niguel, 15 mei 1987) was een Amerikaans actrice en zangeres.
Gibson werd geboren als dochter van Frank W. Gibson en Elaine Coffin Gibson. Al van kinds af aan wilde ze de showbusiness in. Ze bezocht de Wadleigh School for Girls en ging hier de atletiek in. Al op 15-jarige leeftijd stopte ze met school om een koormeisje te worden. Volgens Beverly Roberts, een goede vriendin van Gibson, heeft zij altijd spijt gehad dat ze haar schooldiploma niet heeft gehaald.
Na haar loopbaan als koormeisje ging Gibson de vaudeville in en was ze te zien op Broadway. Haar grote doorbraak kwam in 1921, met een rol in de musical Tangerine. In 1929 maakte ze haar intrede in de filmindustrie. In films speelde ze voornamelijk onafhankelijke, grofgebekte vrouwen uit de lagere klasse. Ze kreeg voornamelijk de rol van de liefdesinteresse en de films waarin ze hoofdrollen had, waren vooral B-films.
Gibson wordt het best herinnerd voor haar rol als prostituee in If I Had a Million (1932). Ze ging in de jaren veertig met pensioen om een agent te worden. Ze overleed op 83-jarige leeftijd aan een trombose.

## Filmografie
| - Nothing But the Truth (1929) - Children of Pleasure (1929) - The Fall Guy (1930) - The Gang Buster (1931) - June Moon (1931) - Man of the World (1931) - City Streets (1931) - Kick In (1931) - The Road to Reno (1931) - Ladies of the Big House (1931) - Two Kinds of Women (1932) - The Strange Case of Clara Deane (1932) - Lady and Gent (1932) - Night After Night (1932) - If I Had a Million (1932) - The Sign of the Cross (1932) - The Devil Is Driving (1932) - The Crime of the Century (1933) - Emergency Call (1933) - Her Bodyguard (1933) - Aggie Appleby Maker of Men (1933) | - The Crosby Case (1934) - Sleepers East (1934) - I Give My Love (1934) - The Captain Hates the Sea (1934) - Gambling (1934) - Admirals All (1935) - The Crouching Beast (1935) - Come Closer, Folks (1936) - Racketeers in Exile (1937) - Michael O'Halloran (1937) - Trapped by G-Men (1937) - Gang of New York (1938) - Flirting with Fate (1938) - Miracle on Main Street (1939) - My Son Is Guilty (1939) - Cafe Hostess (1940) - Forgotten Girls (1940) - Double Cross (1941) - A Man's World (1942) - The Falcon Strikes Back (1943) - Mystery Broadcast (1943) |

- Bibliothèque nationale de France: cb14681114m (data)
- International Standard Name Identifier: 0000 0001 1574 7746
- Library of Congress Control Number: no2011000901
- SNAC: w6mb45r9
- Virtual International Authority File: 74114778